# الذنبة (الرضمة)

تعديل مصدري - تعديل

الذنبة محلة تابعة لقرية المشرف، التابعة لعزلة عجيب بمديرية الرضمة إحدى مديريات محافظة إب في الجمهورية اليمنية.، بلغ تعداد سكانها 21 حسب تعداد اليمن لعام 2004.